# It Had to Happen
It Had to Happen (Brasil: A Lei do Destino / Portugal: Tinha que Acontecer) é um filme norte-americano do gênero   drama de 1936 dirigido por Roy Del Ruth. O filme é estrelado por George Raft e Rosalind Russell. Foi escrito por Rupert Hughes, Kathryn Scola e Howard Ellis Smith.

## Elenco
- George Raft como Enrico Scaffa
- Rosalind Russell como Beatrice Nunes
- Leo Carrillo como Giuseppe
- Arline Judge como Miss Sullivan
- Alan Dinehart como Rodman Dreke
- Arthur Hohl como John Pelkey

## Recepção
O filme foi um sucesso de bilheteria.